# Volta a Llombardia 1977
La Volta a Llombardia 1977 fou la 71a edició de la clàssica ciclista Volta a Llombardia. La cursa es va disputar el diumenge 8 d'octubre de 1977, sobre un recorregut de 257 km. El vencedor final fou l'italià Gianbattista Baronchelli, per davant de Jean-Luc Vandenbroucke i Franco Bitossi.

## Classificació general
|    | Ciclista                 | Equip                   | Temps      |
| -- | ------------------------ | ----------------------- | ---------- |
| 1  | Gianbattista Baronchelli | Scic                    | 7h 03' 00" |
| 2  | Jean-Luc Vandenbroucke   | Peugeot-Esso            | + 1'07     |
| 3  | Franco Bitossi           | Vibor                   | m. t.      |
| 4  | Ronald De Witte          | Brooklyn                | m. t.      |
| 5  | Wladimiro Panizza        | Scic                    | m. t.      |
| 6  | Alfio Vandi              | Magniflex-Torpado       | m. t.      |
| 7  | Joop Zoetemelk           | Miko-Mercier-Hutchinson | m. t.      |
| 8  | Johan De Muynck          | Brooklyn                | + 2'05.    |
| 9  | Giuseppe Perletto        | Magniflex-Torpado       | m. t.      |
| 10 | Fabrizio Fabbri          | Sanson                  | + 3'03     |